# Ostwald (Francia)
Ostwald (Oschwold in dialetto alsaziano) è un comune francese di 12 985 abitanti situato nel dipartimento del Basso Reno nella regione del Grand Est.

## Società

### Evoluzione demografica
Abitanti censiti